# Liste der Staatsoberhäupter von Aserbaidschan
Aserbaidschan erklärte am 23. September 1989 seine Unabhängigkeit von der Sowjetunion. Ayaz Mütəllibov wurde im September 1991 zum ersten Präsidenten Aserbaidschans gewählt, musste jedoch im Jahr 1992 in Folge des Bergkarabachkonflikts wieder zurücktreten. An demselben Problem scheiterte auch sein Nachfolger Əbülfəz Elçibəy, der nach nur einem Jahr im Amt des Präsidenten nach Protesten der Armee zurücktreten musste. Nach zwei Amtszeiten des Präsidenten Heydər Əliyev gelangtw sein Sohn İlham Əliyev im Jahr 2003 an die Macht. Dieser setzte die Art seines Vaters zu regieren fort. Anzumerken ist dabei vor allem das harte Vorgehen gegen die Opposition und das Einsetzen einer neuen Verfassung, die ihm mehr als zwei Amtszeiten ermöglicht. Gestützt wurde dieser Beschluss 2008 auch vom Parlament.

## Übersicht
- 1991–1992: Ayaz Mütəllibov
- 1992–1993: Əbülfəz Elçibəy
- 1994–2003: Heydər Əliyev
- seit 2003: İlham Əliyev